# Ernesto Maria Ponte
Ernesto Maria Ponte (Palermo, 24 novembre 1968) è un attore e comico italiano.

## Biografia
Si forma artisticamente presso il laboratorio teatrale diretto da Gigi Proietti e inizia a muovere i primi passi in tale ambito che diventa la sua principale professione; dalla prima metà degli anni 2000 inizia ad apparire con maggiore frequenza anche in televisione e nel settore cinematografico in qualità di caratterista soprattutto in alcune commedie con protagonisti alcuni conterranei come le coppie Ficarra e Picone e I Soldi Spicci.
È ospite ricorrente nel programma Insieme fin dagli esordi, e nel corso delle trasmissioni ha spesso intrattenuto il pubblico con il suo repertorio cabarettistico, talvolta affiancato anche da altri caratteristi e colleghi del luogo.

## Filmografia

### Cinema
- Il 7 e l'8, regia di Giambattista Avellino, Ficarra e Picone (2007)
- Via Castellana Bandiera, regia di Emma Dante (2013)
- Ore diciotto in punto, regia di Giuseppe Gigliorosso (2014)
- La fuitina sbagliata, regia di Mimmo Esposito (2018)
- Il colore del dolore, regia di Francesco Benigno (2020)
- Un mondo sotto social, regia de I Soldi Spicci (2022)
- So tutto di te, regia di Roberto Lipari (2023)

### Televisione
- Infiltrato, regia di Claudio Sestrieri (1996) (film TV)
- Agrodolce, regia di Stefano Anselmi (2008-2009) (soap opera)